# 伏見大和
伏見 大和（ふしみ やまと、1991年12月24日 - ）は、日本の元男子バレーボール選手、バレーボール指導者である。

## 来歴
静岡県静岡市出身。スポーツ好きで小学3年からは野球、中学入学後はサッカーをしていたが足の故障により断念。先輩の勧めで1年次からバレーボールを始める。身長が小学4年次に148cmであったが、小学校卒業時には既に200cm以上あったという。
市立豊田中学校在学中の2006年12月には、JOCジュニアオリンピックに出場し、出耒田敬とともにオリンピック有望選手賞・優秀選手賞に輝いた。
高校は地元の古豪である静岡市立清水商業高校（現・静岡市立清水桜が丘高校）に進学したが、静岡県及び東海ブロックは強豪校が多く、高校三大全国大会の出場はわずかであった。
2010年に高校卒業後、関東1部リーグの順天堂大学に進学し、同年11月に開催された全日本インカレでチーム28年ぶりとなる優勝に大きく貢献した。翌2011年4月、全日本代表候補となり、同年8月に開催されたジュニア世界選手権に出場した。
2013年11月にVプレミアリーグの東レアローズの内定選手となった。2014年4月にも全日本メンバー候補となり、ワールドリーグ出場メンバーに選出され、5月23日のドイツ戦でシニア代表デビューを果たした。
2014年6月、東京オリンピックの強化指定選手である「Team CORE」のメンバーに選出された。
2019年7月、ジェイテクトSTINGSに移籍。2019-20シーズンのチームの優勝に貢献した。
2021年、2020-21シーズン終了をもってウルフドッグス名古屋に移籍した。
2023年3月20日、契約期間満了により、2022/23シーズンをもって退団すると発表された。第71回黒鷲旗大会の後の5月8日、同大会をもっての現役引退を表明した。現役引退後、V2女子に所属するヴィクトリーナ姫路のコーチに就任した。
2025年5月10日、ヴィクトリーナ姫路からの退団が発表された。同月26日にKUROBEアクアフェアリーズ富山のコーチ就任が発表された。

## 所属クラブ

### 選手
- 市立豊田中学校
- 静岡市立清水商業高校（現・静岡市立清水桜が丘高校）
- 順天堂大学
- 東レアローズ（2014-2019年）
- ジェイテクトSTINGS（2019-2021年）
- ウルフドッグス名古屋（2021-2023年）

### 指導者
- ヴィクトリーナ姫路（2023-2025年）
- KUROBEアクアフェアリーズ富山（2025年-）

## 球歴
- 全日本ユース代表 -
- 全日本ジュニア代表 - 2011年
- ユニバーシアード代表 - 2013年
- 全日本代表 - 2011年、2014年
  - 世界選手権 - 2018年